# Сенегал на Играх доброй воли
Сенегал принимал участие в летних Играх доброй воли, начиная с Игр 1986 года.
На всех Играх спортивные делегации Сенегала завоевали всего 26 медалей, из них 4 золотых.

## Медальный зачёт

### Медали на летних Играх
| Игры             | Золото         | Серебро        | Бронза         | Всего          | Место          |
| Москва 1986      | 0              | 0              | 0              | 0              | —              |
| 1990, 1994, 1998 | не участвовали | не участвовали | не участвовали | не участвовали | не участвовали |
| Брисбен 2001     | 0              | 0              | 1              | 1              | 42             |
| Всего            | 0              | 0              | 1              | 1              |                |